# Gare de Ronquières
La gare de Ronquières est une gare ferroviaire belge, fermée, de la ligne 106, d’Écaussinnes à Lembeek, via Clabecq située à Ronquières, ancienne commune rattachée à celle de Braine-le-Comte, dans la province de Hainaut en Région wallonne.

## Situation ferroviaire
La gare de Ronquières était établie au point kilométrique (PK) 13,0 de la ligne 106, d’Écaussinnes à Lembeek, via Clabecq (fermée) entre les gares d’Henripont  et de Fauquez.

## Histoire
Le village de Ronquières, situé au pied d'une section du canal Charleroi-Bruxelles comportant de nombreuses écluses pour atteindre Seneffe, est choisi pour constituer le terminus d'un chemin de fer venant des Écaussinnes concédée fin 1870 par une société privée qui la remettra à l’État une fois les travaux achevés. L’État belge décide finalement que cette ligne continuera le long du canal jusqu’à Clabecq et Lembeek, avec un embranchement vers la gare de Tubize.
Les travaux prennent du retard et la ligne de Lembeek à Écaussinnes (carrières) est finalement inaugurée le 20 mai 1884(nl) Paul Kevers, « Lijn 106 », sur Belgische Spoorlijnen (consulté le 28 septembre 2022). ; elle comprend une gare à Ronquières.
Le 3 juin 1984, la SNCB met fin aux trains de voyageurs desservant la ligne 106. Quelques trains de marchandises continuent de passer par Ronquières mais les rails sont finalement arrachés en 1989.

## Patrimoine ferroviaire
À l'abandon dans les années 1980, le bâtiment de la gare a été transformé en habitation et un chemin RAVeL a remplacé les voies).
Appartenant au plan type 1873 des Chemins de fer de l'État belge, il est similaire à celui des gares d'Écaussinnes-Nord (restauré en bon état), Virginal (démoli) et Clabecq (abandonné). Sa façade est en état proche de l'origine à l'exception d'une partie des quatre portes d'entrée de l'aile latérale, remplacées par des fenêtres.